# 채송화
채송화(菜松花, 문화어: 따꽃, Mexican rose or sun rose)는 쇠비름과에 속하는 한해살이풀이다. 아르헨티나, 브라질 남부, 우루과이 원산이다.

## 특징
줄기는 육질이 많고 원주형으로 홍색을 띠고 옆으로 누우며 가지를 쳐서 뻗는데 큰 것은 최대 30cm가량 자란다. 햇빛이 잘 들며, 토양이 기름지지 않고 푸석푸석한 곳에서 잘 자란다. 잎은 살이 많고 선상이며 털이 없고 잎겨드랑이에는 흰털이 무더기로 나와 있다. 꽃은 줄기의 끝에서 한 송이 또는 두 송이 이상 달리기도 한다. 여름에 홍색 또는 백색으로 피는데 꽃받침은 2편이고 넓은 달걀 모양이며 화판은 5개이고 넓은 도란형으로 끝이 뾰족하다.꽃은 7~10월에 피고 맑은날 낮에 피며 오후 2시경에 시든다. 꽃 한송이의 수명은 짧으나 다른 꽃이 계속 피므로 오랫동안 꽃을 보고 즐길 수가 있다. 수술은 많고 암술은 5~9개의 암술머리로 되어 있다. 18세기를 전후하여 한국에 들여온 것으로 기록되어 있다.

## 쓰임새
채송화의 전초를 반지련(半支蓮)이라고 하여 약으로 사용한다. 성분은 폴투랄 등이 알려져 있다. 효능은 인후염이나 편도선염에 그 즙을 내어 입안에 물고 있다가 버리면 염증이 소실되고 발열감이 적어진다. 또 어린아이의 피부습진이나 화상·타박상 등에 짓찧어서 붙이고 외상으로 인한 출혈에도 환부에 붙인다. 주로 외용약이므로 상처에 따라서 용량을 조절한다.

## 사진

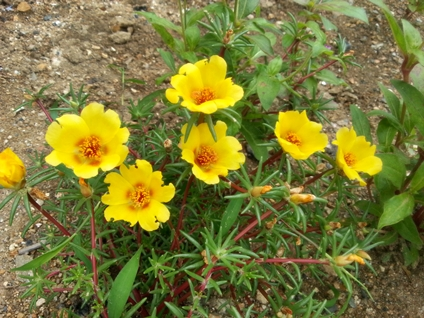
노란색
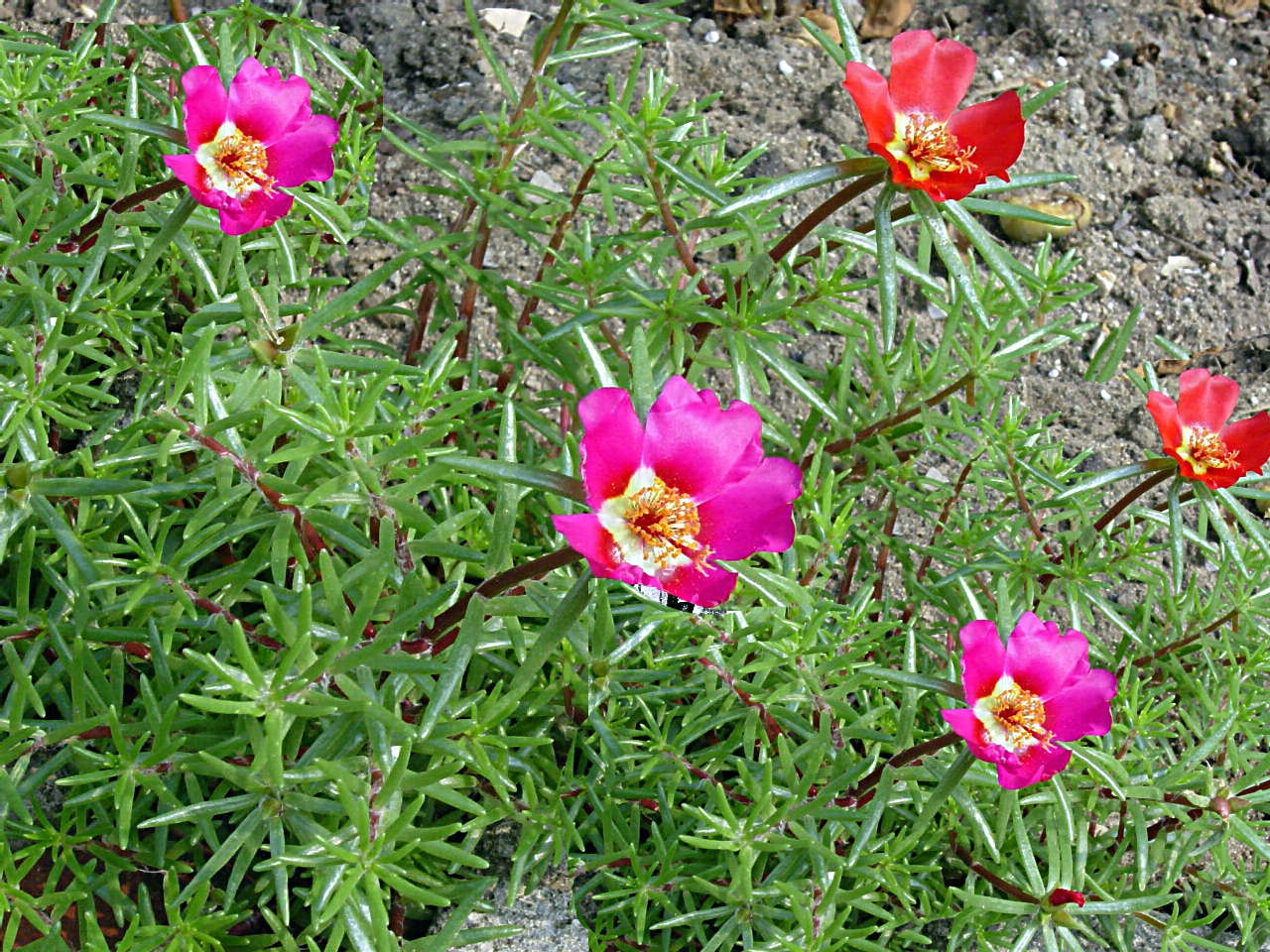
자주색
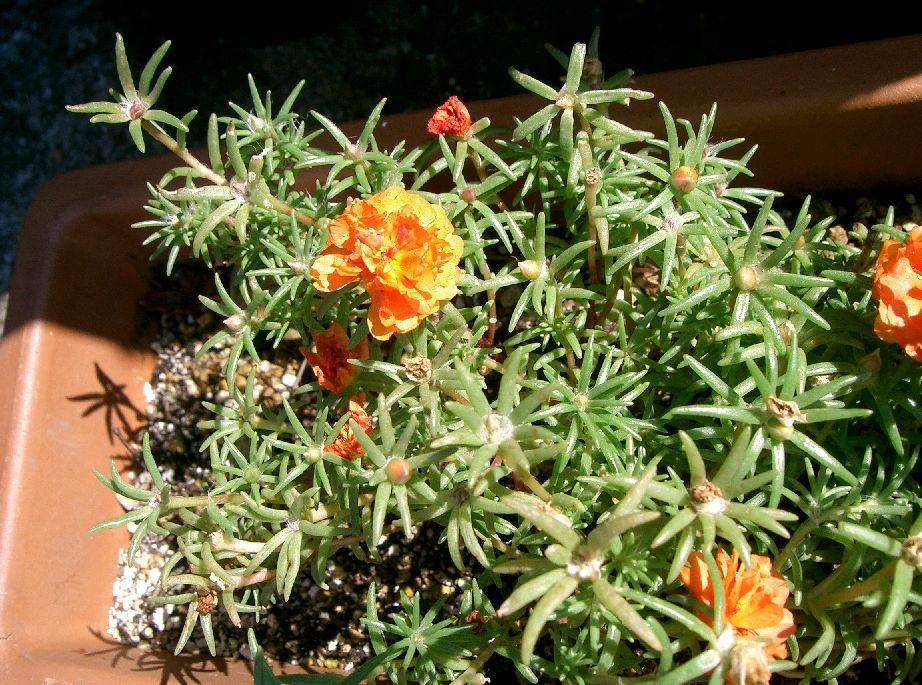
채송화1
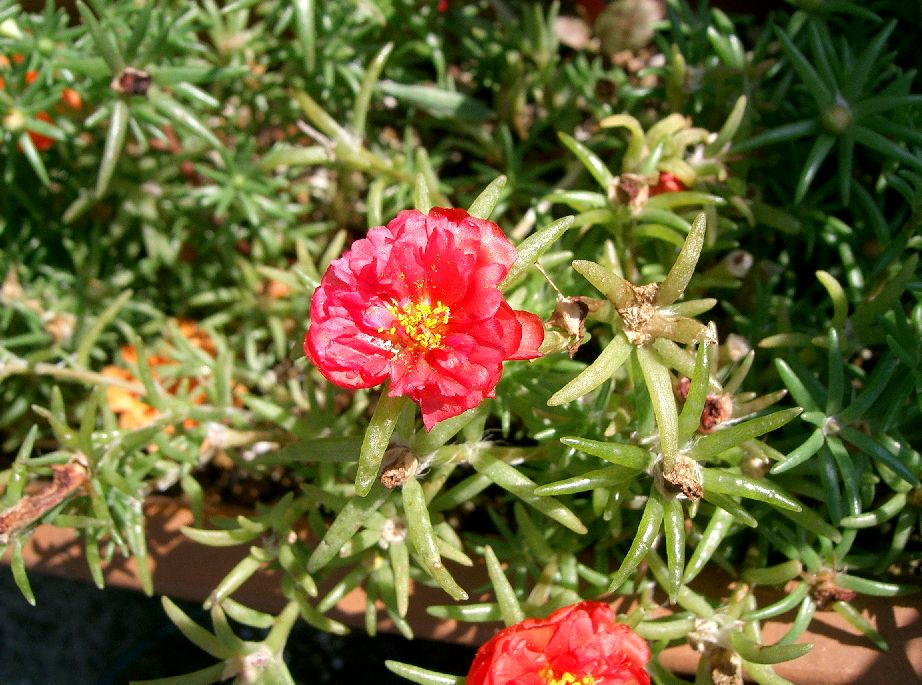
채송화2
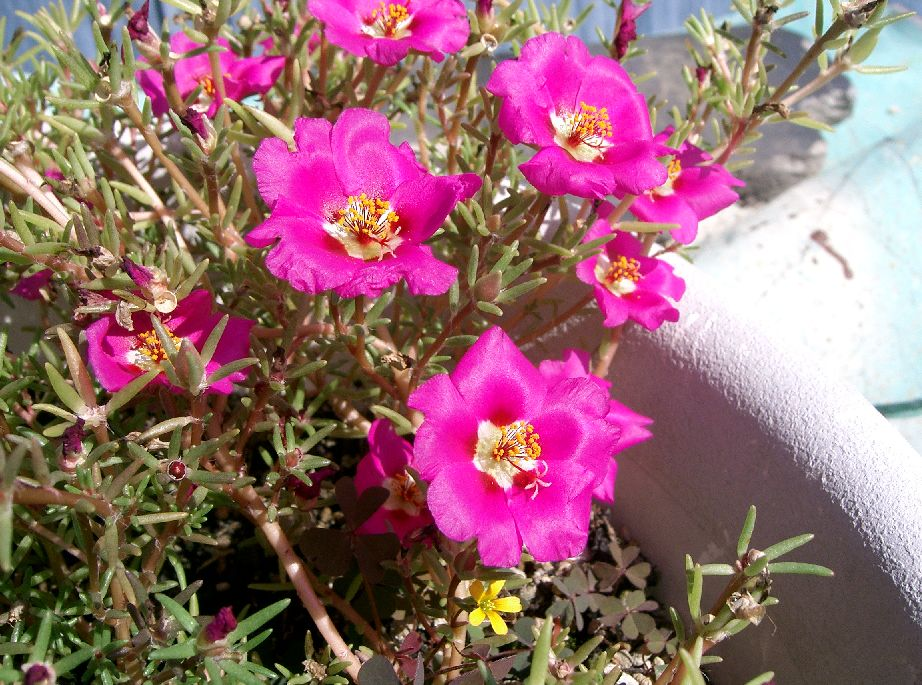
채송화3
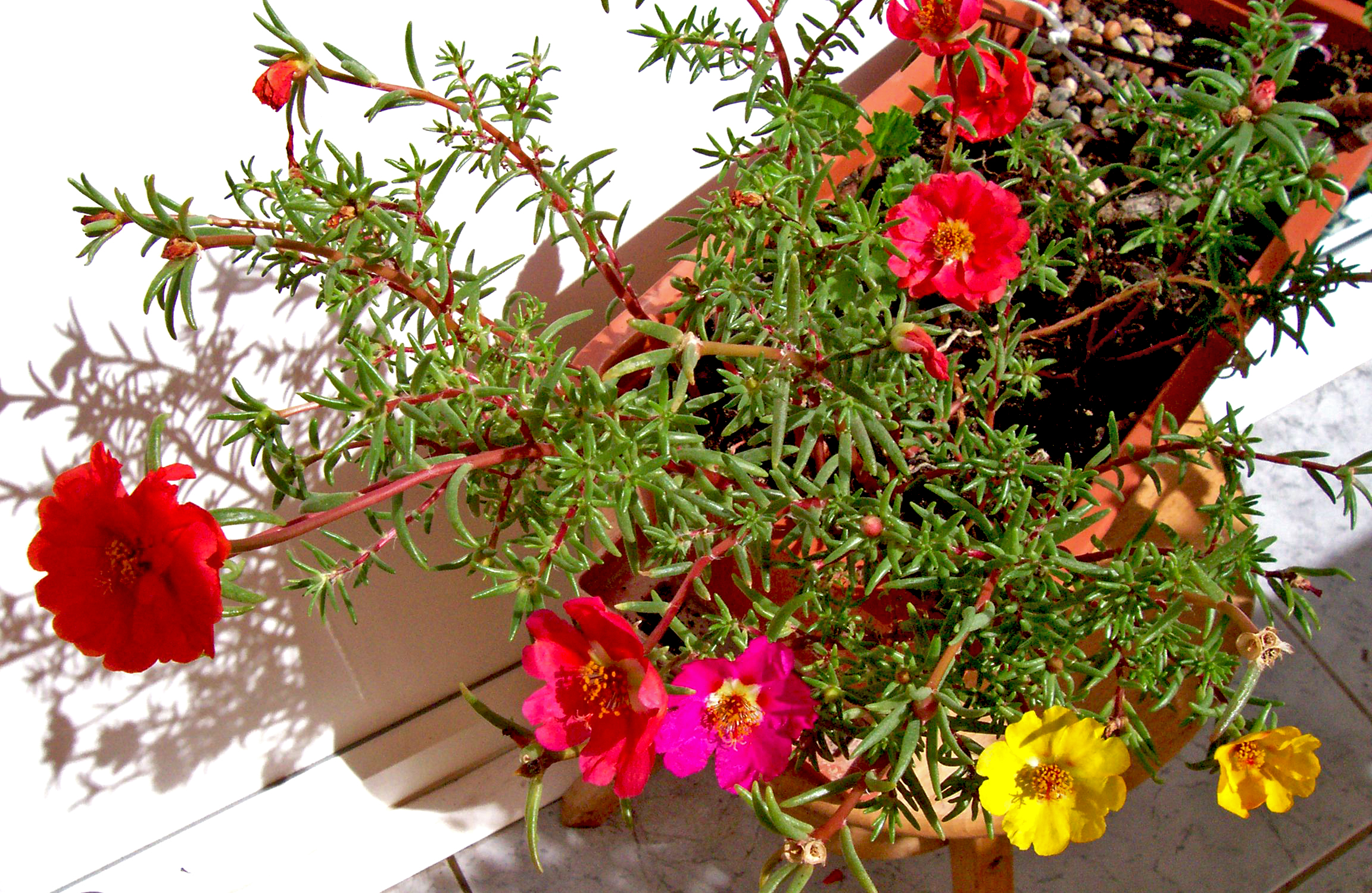
채송화4

## 같이 보기
- 제비꽃

## 참고 문헌
- 이 문서에는 다음커뮤니케이션(현 카카오)에서 GFDL 또는 CC-SA 라이선스로 배포한 글로벌 세계대백과사전의 내용을 기초로 작성된 글이 포함되어 있습니다.